# Monteparano
Monteparano – miejscowość i gmina we Włoszech, w regionie Apulia, w prowincji Tarent.
Według danych na rok 2004 gminę zamieszkiwało 2411 osób, 803,7 os./km².